# Mariska Huisman
Mariska Huisman (ur. 23 listopada 1983 w Andijk) – holenderska łyżwiarka szybka, brązowa medalistka mistrzostw świata oraz zdobywczyni Pucharu Świata.

## Kariera
Pierwszy sukces w karierze Mariska Huisman osiągnęła w sezonie 2011/2012, kiedy zwyciężyła w klasyfikacji końcowej Pucharu Świata w starcie masowym. W tej samej klasyfikacji była też druga, rozdzielając Kim Bo-reum z Korei Południowej i Kanadyjkę Ivanie Blondin. Wielokrotnie stawała na podium zawodów tego cyklu, odnosząc przy tym trzy zwycięstwa: 27 listopada 2011 roku w Astanie oraz 4 marca 2012 roku i 17 listopada 2012 roku w Heerenveen była najlepsza w starcie masowym. Nigdy nie wystąpiła na mistrzostwach świata, ani igrzyskach olimpijskich. Jako juniorka zdobywała złote medale w biegu drużynowym na mistrzostwach świata juniorów w Collalbo w 2002 roku i rozgrywanych rok później mistrzostwach świata juniorów w Kushiro. Podczas dystansowych mistrzostw świata w Heerenveen w 2015 roku zajęła trzecie miejsce w starcie masowym, przegrywając tylko ze swą rodaczką Irene Schouten oraz Ivanie Blondin z Kanady.